# Tragopogon bjelorussicus
Tragopogon bjelorussicus là một loài thực vật có hoa trong họ Cúc. Loài này được Artemczuk miêu tả khoa học đầu tiên năm 1937.